# خوش رودبي
خوش رودبي (بالفارسية: خوش‌رودپی) هي مدينة تقع في إيران في Bandpey-ye Gharbi District. يقدر عدد سكانها بـ 2,940 نسمة .